# 小松加奈
小松 加奈(こまつ かな、1991年1月22日 - )は、北海道出身のミュージカル女優。劇団四季所属。

## 人物・略歴
劇団四季への入団以前にも、ミュージカル『アニー』にジュライ役で出演するなど、舞台に出演した経験がある。
中学生の頃に劇団四季の『ライオンキング』を見て、自分もナラを演じたいと思ったことが今につながっているという。
札幌大谷高等学校音楽科卒業。
2009年4月、劇団四季に入団。
2009年8月19日、福岡シティ劇場で上演されていたミュージカル『ライオンキング』で、ヒロインのナラ役でデビューした。18歳でのナラ役デビューは日本公演史上最年少であり、入団4ヶ月目での主役抜擢は、濱田めぐみの『美女と野獣』ベル役への入団3ヶ月での抜擢など、過去にいくつかの例はあるものの、劇団四季としては異例である。
また、ミュージカル『春のめざめ』のベンドラ役にも抜擢され、2010年8月11日にウインクあいちにて開幕した名古屋公演の初日から出演している。
2010年5月18日に行われた北海道四季劇場発表記者会見に出席し、北海道出身の団員として紹介された。

## 出演

### 劇団四季入団以前
- アニー（2005年）ジュライ 役
- 国際曲劇団 with 劇団32口径コラボレーション公演 ALIVE（2008年）[4]
- 生命のコンサート「環境ミュージカル」札幌公演（2008年）[5]

### 劇団四季公演
- ライオンキング（2009年 - ）ナラ 役
- 春のめざめ（2010年 - ）ベンドラ 役
- ふたりのロッテ ルイーゼ 役
- 王子とこじき エドワード 役